# Казула
Ка́зула (лат. casula «плащ»), или орна́т (лат. ornatus «украшенный») — элемент литургического облачения католического или лютеранского клирика. Главное литургическое облачение епископа и священника. В православии аналогичен фелони, в частности греческой, которая, в отличие от русской, не имеет высокого воротоподобного подъёма сзади.
Расшитая риза, схожая с далматикой, но без рукавов. Надевается поверх альбы и столы. Цвет варьируется в зависимости от праздника.
Существуют два покроя казулы: романский и готический.
Романский покрой предусматривает использование жесткой ткани. Казула в этом случае покрывает тело клирика спереди и сзади, оставляя открытыми бока и шею. На казуле вышиваются крест и инициалы Спасителя — IHS («Иисус Христос Спаситель»).
Казула готического покроя более древняя по своему происхождению и почти аналогична православной фелони (особенно греческому варианту). Покрывает тело клирика со всех сторон и имеет вырез для шеи. Спереди и сзади на казулу нашивается орнат — полоса с вышитыми крестами.
II Ватиканский собор практически отменил использование романского покроя и предписал изготовление готической казулы из легких тканей.
- Романская казула
- Казула традиционного покроя, начало XVII века
- Современная готическая казула